# Johannes Blümer
Johannes Blümer (* 1955 in Wettringen im Münsterland) ist ein deutscher Physiker. Er ist seit 2022 Professor emeritus für Astroteilchenphysik.

## Werdegang
Johannes Blümer studierte in den 1980er Jahren an der Universität Dortmund, an der er 1985 in Physik promoviert wurde. Neben Forschungsaufenthalten am CERN bei Genf war er als wissenschaftlicher Mitarbeiter an der Universität Mainz tätig, wo er sich 1995 habilitierte. Sein Forschungsgebiet umfasst Fragen zur Materie-Antimaterie-Asymmetrie, kosmischer Strahlung, Dunklen Materie und zu Neutrinos. Nach weiteren Forschungsaufenthalten als Acting Professor der Universität Karlsruhe sowie Paid Associate am CERN in Genf wurde Johannes Blümer 1999 zum Professor und Direktor des Instituts für Kernphysik am heutigen KIT berufen. 2013 erhielt Blümer die Ehrendoktorwürde der argentinischen Universität UNSAM in San Martín (Buenos Aires). Von 2015 bis zu seiner Emeritierung 2022 war Blümer Divisionsleiter der Physik und Mathematik am KIT. Seit 2022 ist Johannes Blümer Vorsitzender der Heisenberg-Gesellschaft.

## Veröffentlichungen (Auswahl)
- Barr, G.D. u.a.: A New measurement of direct CP violation in the neutral kaon system. In: Phys. Lett. B. 317. Jahrgang, 1993, S. 233–242, doi:10.1016/0370-2693(93)91599-I (englisch).
- V. Fanti u.a.: The beam and detector for the NA48 neutral kaon CP violations experiment at CERN. In: Nucl. Instrum. Meth. A. 574. Jahrgang, 2007, S. 433–471, doi:10.1016/j.nima.2007.01.178 (englisch).
- J. Blümer, R. Engel, J. Hörandel: Cosmic Rays from the Knee to the Highest Energies. In: Prog. Part. Nucl. Phys. 63. Jahrgang, 2009, S. 293–338, doi:10.1016/j.ppnp.2009.05.002 (englisch).
- J. Abraham u.a.: Correlation of the highest energy cosmic rays with nearby extragalactic objects. In: Science. 318. Jahrgang, Nr. 5852, 2007, S. 938–943, doi:10.1126/science.1151124 (englisch).
- A. Aab u.a.: Observation of a large-scale anisotropy in the arrival directions of cosmic rays above 8 × 1018 eV. In: Science. 357. Jahrgang, Nr. 6357, 2017, S. 1266–1270, doi:10.1126/science.aan4338 (englisch).